# José Devaca
José Devaca, född den 18 september 1982 i Capiatá, är en paraguayansk fotbollsspelare som spelar för Club Atlético Banfield. Vid fotbollsturneringen under OS 2004 i Aten deltog han det paraguayanska U23-laget som tog silver. 